# Artifacts
Pour les articles homonymes, voir Artifact.
Artifacts est un groupe américain de hip-hop underground, originaire de Newark, dans le New Jersey.

## Histoire
En août 2009, lors du Rock Steady Crew Anniversary Weekend à Newark, dans le New Jersey, Artifacts se refotme brièvement lors d'une performance d'El Da Sensei. Selon Tame One, le duo ne se réconcilie pas, mais lorsqu'il entend le riff qui introduit Wrong Side of da Tracks, il a envie de l'interpréter. Le 2 août de l'année suivante, lors de la célébration du 33e anniversaire du Rock Steady Crew à Newark, El Da Sensei et Tame One, accompagnés de DJ Kaos, se produisent officiellement sous le nom de The Artifacts. Ils ont interprété plusieurs chansons de leurs catalogues respectifs ainsi que des morceaux des Artifacts lors de ce concert. Ils sont en train de collaborer sur un nouvel album des Artifacts et Tame One confirme dans une interview le 22 mars 2013 que les Artifacts sont de nouveau réunis.
Signant avec Redefinition Records, le premier nouveau morceau d'Artifacts depuis plus de 10 ans est présenté sur le SoundCloud officiel de Redefinition Records.

## Discographie
- 1994 : Between a Rock and a Hard Place (137e place du Billboard 200)
- 1997 : That's Them (134e place du Billboard 200)
- 2022 : No Expiration Date (avec Buckwild)